# Monte Rotondo (Alpi Liguri)
Il Monte Rotondo (2495 m s.l.m.) è una montagna delle Alpi Liguri nella sottosezione delle Alpi del Marguareis.

## Etimologia
Un tempo il Monte Rotondo era chiamato Cima del Perfund; la cartografia più recente le dà invece il nome di Monte Rotondo e chiama Dolina Il Profondo la grande cavità carsica che si trova poco a sud del monte.

## Caratteristiche
La montagna fa parte dello spartiacque tra Val Corsaglia (a nord-est) e alta Val Tanaro. Verso sud-est una sella senza nome sulla cartografia ufficiale, nei pressi della quale si trova la grande dolina Il Profondo, la separa del Bric di Conoia. A nord lo spartiacque prosegue con la Cima Revelli, da dove ruotando in direzione ovest perde quota con il Bocchin dell'Aseo e risale poi al Monte Mongioie. Poco a nord-est del Monte Rotondo si trova il Lago Revelli, dal quale nasce uno dei rami sorgentizi del torrente Corsaglia. Il punto culminante della montagna è segnalato da un ometto in pietrame. La prominenza topografica è di 72 m. Amministrativamente si trova in Piemonte e fa parte del territorio comunale di Ormea. Dalla sua cima si gode di un vasto panorama sulle montagne circostanti.

## Salita alla vetta

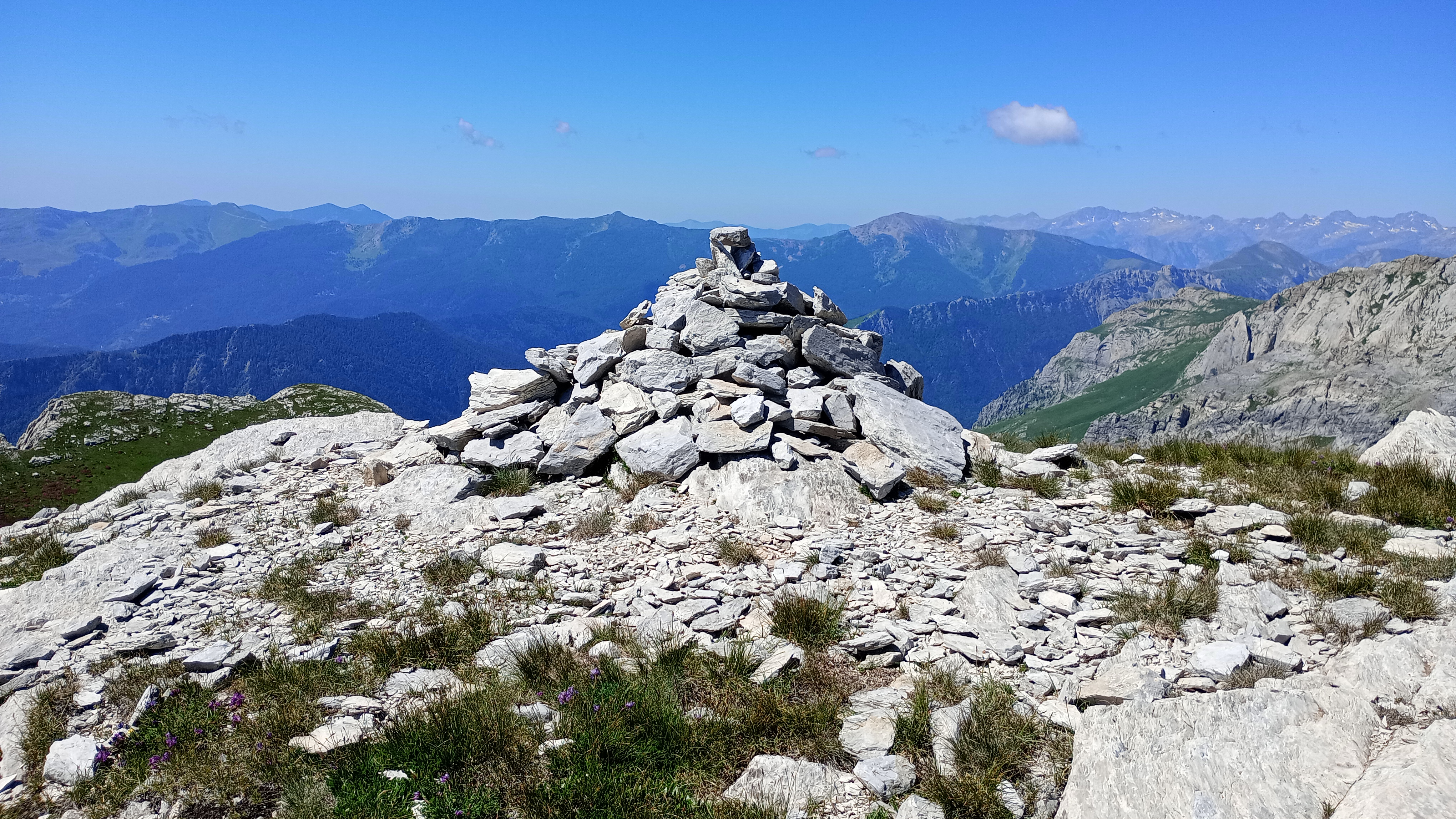
L'ometto sulla cima del monte

### Accesso estivo
La cima della montagna si può raggiungere dal Bocchin dell'Aseo. Si tratta di un percorso di tipo escursionistico parzialmente segnalato da ometti in pietrame e vecchi bolli di vernice, senza particolari difficoltà almeno in caso di bel tempo.

### Accesso invernale
Il Monte Rotondo è toccato da alcuni percorsi scialpinistici; in particolare lo si può raggiungere da Viozene.

## Punti di appoggio
- Bivacco Franco Cavarero, in val Corsaglia.
- Rifugio Mongioie, in Val Tanaro
- Rifugio Valcaira, in Val Tanaro

### Cartografia
- Cartografia ufficiale italiana in scala 1:25.000 e 1:100.000, Istituto Geografico Militare.
- Carta dei sentieri e stradale scala 1:25.000 n. 16 Val Vermenagna, Valle Pesio, Alta Valle Ellero, Ciriè, Fraternali editore.
- Carta in scala 1:50.000 n. 8 Alpi Marittime e Liguri, Torino, Istituto Geografico Centrale.

Panorama

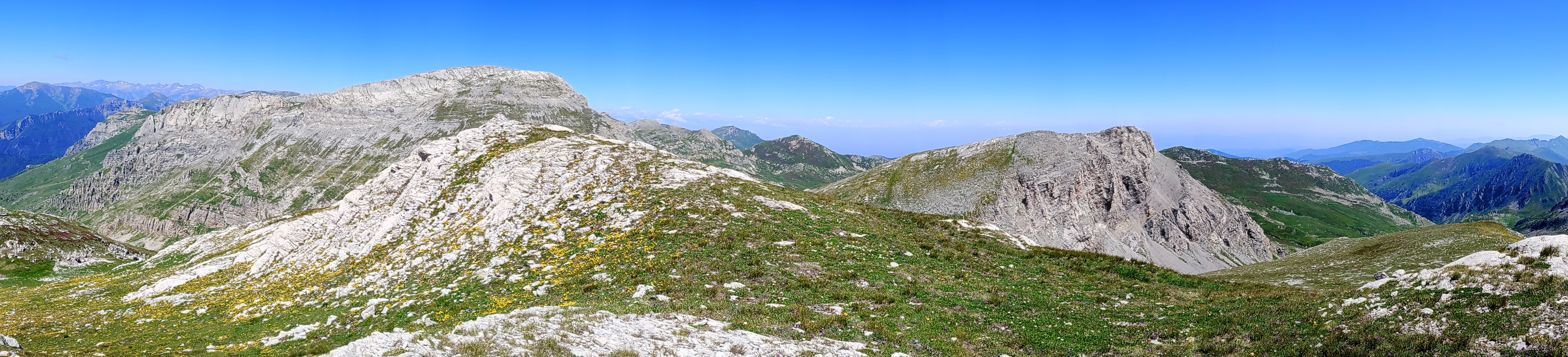
Vista verso nord-ovest, con il Mongioie e, più a destra, la Cima Revelli
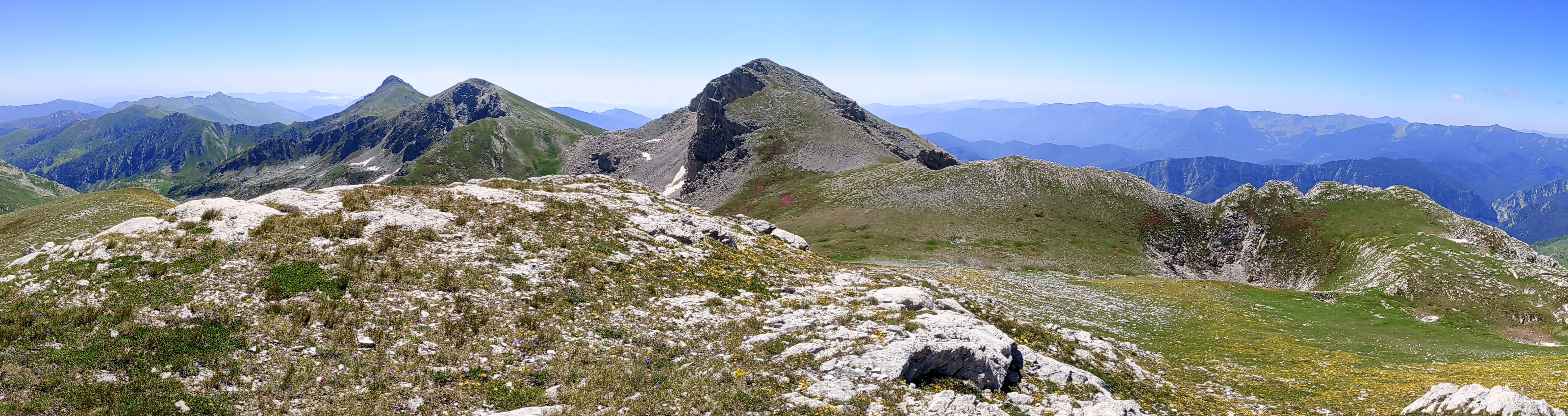
Vista verso sud-est, con il Bric di Conoia e il Pizzo d'Ormea